# Béal na Bláth
Béal na Bláth, alternativ auch Béal na mBláth, Béal na Blá, Bealnablath oder Bealnabla, ist ein kleines Dorf an der R585 südöstlich von Macroom im County Cork in Irland. Das Dorf ist vor allem dadurch bekannt, dass Michael Collins hier 1922 in einen Hinterhalt geriet, bei dem er erschossen wurde. Er war zu diesem Zeitpunkt Vorsitzender der provisorischen Regierung sowie Oberbefehlshaber der irischen Streitkräfte.